# Гельрих, Густав Августович
Гу́став Андре́евич Ге́льрих (Густав Ка́рл Ю́лиус Адо́льфович) (нем. Gustav Helrich) (15 сентября 1878, Гамбург — после 1917) — русский архитектор немецкого происхождения, крупный мастер московского модерна.

## Биография
Родился в Гамбурге 15 сентября 1878 года.
Окончил Политехнический институт в Ганновере. В 1901 году переехал в Москву, где получил свидетельство ТСК МВД на право производства работ по гражданскому строительству и дорожной части. Оставаясь германским подданным, Гельрих имел обширную частную архитектурную практику в Москве. Член Московского архитектурного общества с 1906 года. В 1908 году представлял свои проекты на Международной художественной выставке в Санкт-Петербурге. Гельрих специализировался на строительстве многосекционных многоэтажных доходных домов каркасных конструкций. Строил по заказам Московского торгово-строительного акционерного общества. Владел собственным доходным домом на Малой Дмитровке. По мнению искусствоведа М. В. Нащокиной, многие из доходных домов Г. А. Гельриха относятся к лучшим образцам московского модерна.
Во время Первой мировой войны архитектурная практика Гельриха прекратилась. Вероятнее всего, в 1914 году архитектор покинул Россию. Судьба зодчего после 1917 года неизвестна.

## Адреса в Москве[2][3]
- Машковый переулк, 1;
- Садовая-Каретная улица, 6;
- Улица Малая Дмитровка, 25 (собственный дом)

## Постройки

### В Москве
- Доходный дом Торгово-Строительного общества (1901, Лесная улица), не сохранился[сн 1];
- Здание призовой конюшни и служебные постройки во владении В. П. Смирнова (1902, Скаковая улица, 5, во дворе);
- Городская усадьба С. Г. Протопопова — В. С. Татищева, совместно с В. В. Шервудом (1902, Новокузнецкая улица, 12—14),  памятник архитектуры (региональный)[4];
- Бани С. С. Прусакова (1902, Электрический переулок, 3), перестроены;
- Доходный дом М. Малич (1902, Ленинградский проспект, 23);
- Доходный дом М. Н. Чижиковой (1902, Садовая-Кудринская улица, 23);
- Доходный дом И. И. Леонова (1902, проезд Воскресенские Ворота, 16);
- Доходный дом Н. П. Луфьева (1902, Крестовоздвиженский переулок, 3);
- Особняк Я. А. Рекка (С. Д. Красильщиковой) (1903, Большая Никитская улица, 56)[4];
- Перестройка городской усадьбы Протасовых — Малич (1905, Садовая-Самотёчная улица, 6)[4];
- Зубоврачебная клиника И. М. Коварского (1906, Каляевская ул д.18 (Долгоруковская улица д. 4стр.1), ;
- Доходный дом П. А. Скопника (1906, Садовая-Кудринская улица, 24/27 — улица Спиридоновка 27/24);
- Доходный дом Е. Н. Шевлягиной (1906, Мещанская улица, 20 — примыкает к д. 25 по ул. Щепкина (доходный дом Уткиных), ныне оба дома имеют адрес улица Щепкина, 25/20);
- Доходный дом княжны Бебутовой (1909, Рождественский бульвар, 9);
- Доходный дом (1910, Скатертный переулок, 10);
- Доходный дом Р. Г. Кравец (1910, Большой Харитоньевский переулок, 16, во дворе);
- Проект перестройки доходного дома во владении братьев Грибовых, совместно с Н. П. Евлановым (1910—1912, улица Чаплыгина, 3), не осуществлён[5];
- Комплекс доходных домов П. В. Савостьяновой — О. С. и В. С. Смирновых — Яковлевых — В. М. Маркова (1911, улица Петровка, 17)[4];
- Доходный дом братьев Грибовых (1911, улица Чаплыгина, 1а);
- Доходный дом Я. А. Рекка (1911, улица Пречистенка, 13), впоследствии надстроен;
- Доходный дом Р. Г. Кравец, В. В. Варпаховского (1911, улица Жуковского, 7);
- Доходный дом Е. Н. Шевлягиной (1911, улица Щепкина, 22);
- Доходный дом (1911, Пушкарёв переулок, 6);
- Доходный дом (1911, Большой Харитоньевский переулок, 12);
- Кинотеатр «Вулкан» (1911, улица Земляной Вал, 76) перестроен в Театр на Таганке;
- Дом Д. И. Плащова (1911, улица Земляной Вал, 25), не сохранился;
- Мавзолей С. П. Смирнова (1911, Пятницкое кладбище);
- Главный корпус Московского товарищества резиновой мануфактуры (1911, Краснобогатырская улица, 2)[4];
- Приют Московского общества призрения, воспитания и обучения слепых детей с церковью Св. Марии Магдалины (1911, Проспект Мира, 13);
- Доходный дом (1912, Мещанская улица, 20);
- Доходный дом А. И. Чернова (1912, Лопухинский переулок, 3);
- Доходный дом (1912, Пречистенский переулок, 14);
- Доходный дом (1912, Пречистенский переулок, 7);
- Доходный дом М. Ф. Зейванг (1912, улица Гиляровского, 1);
- Доходный дом Уткиных (1912, Улица Щепкина, 25);
- Собственный доходный дом Г. А. Гельриха (1913, улица Малая Дмитровка, 25);
- Доходный дом графа В. С. Татищева (1913, Пятницкая улица, 43);
- Доходный дом П. А. Цыплаковой (1913, Малый Лёвшинский переулок, 7);
- Доходный дом (1913, улица Большая Полянка, 48);
- Доходный дом Малышева, совместно с С. Ф. Воскресенским (1914, Большая Полянка, 44/2)[4];
- Доходный дом (1914, Большая Бронная улица, 15 — Богословский переулок, 8/15);
- Особняк и лечебница доктора Ермолина (А. А. Ермолиной) (1914, Денежный переулок, 24, во вдоре);
- Корпуса фабрики «Богатырь» (?, Богородское).

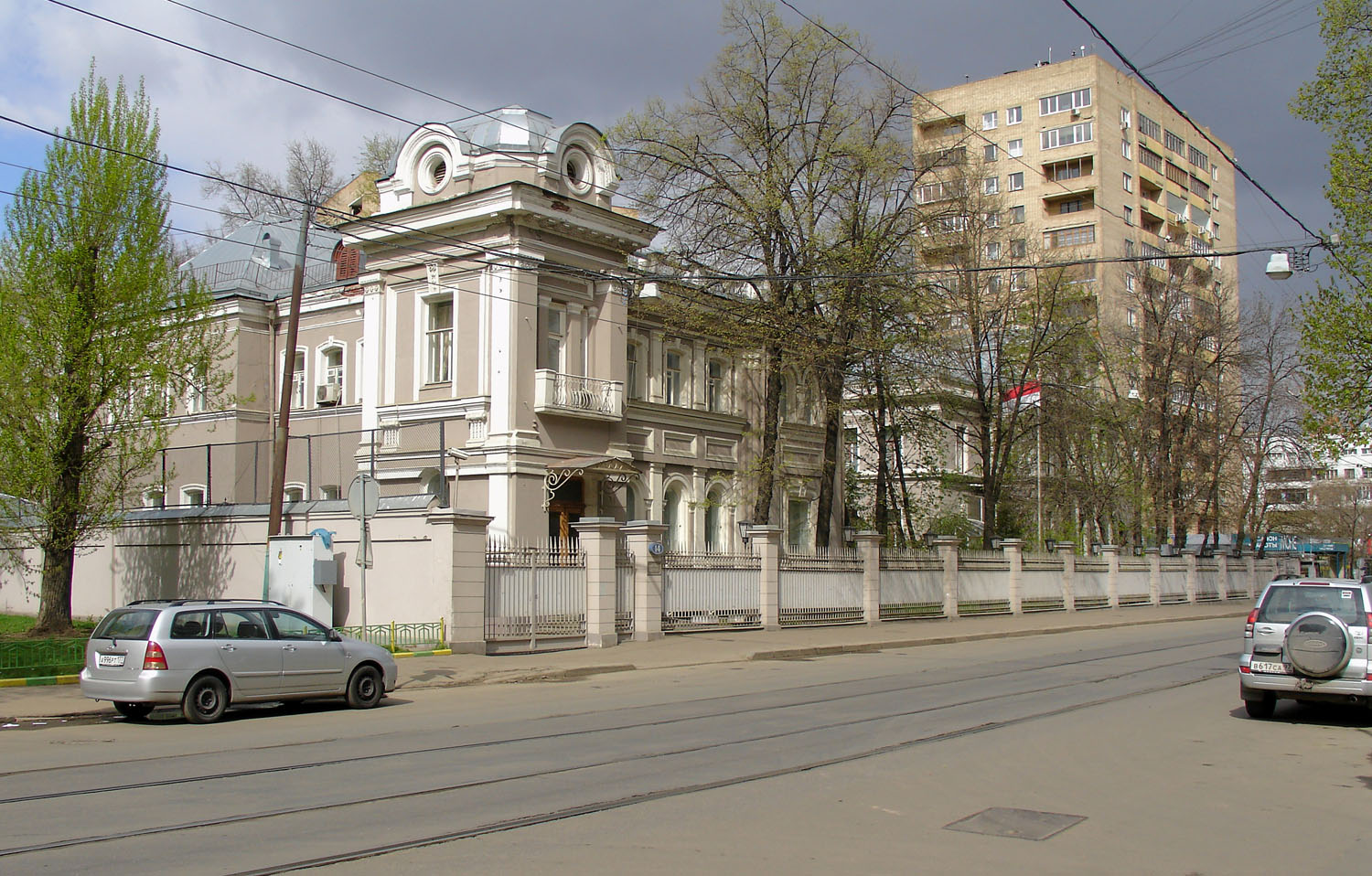
Комплекс зданий посольства Индонезии в Москве (Новокузнецкая улица, № 14 и 12)
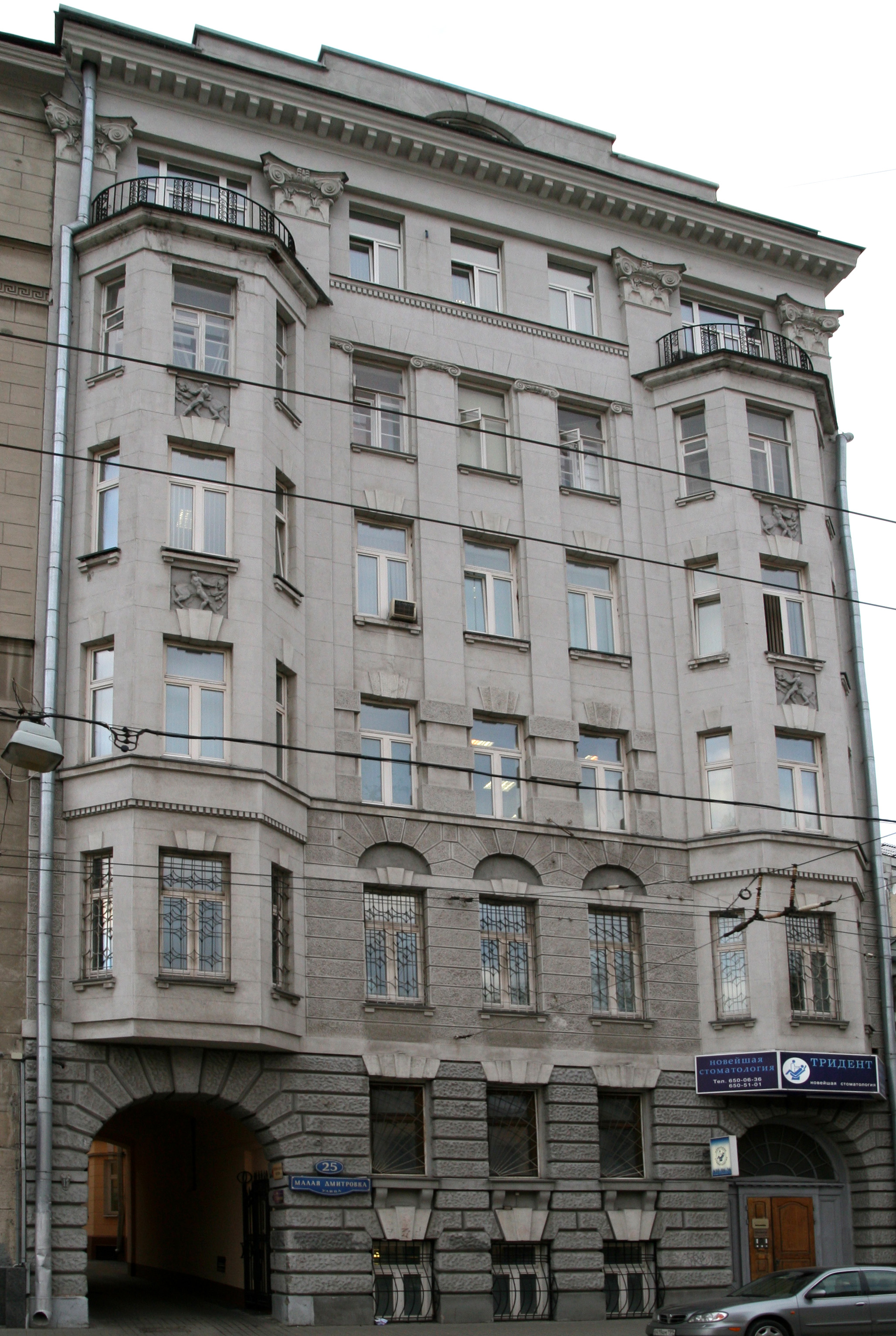
Собственный доходный дом Гельриха (Малая Дмитровка, 25)
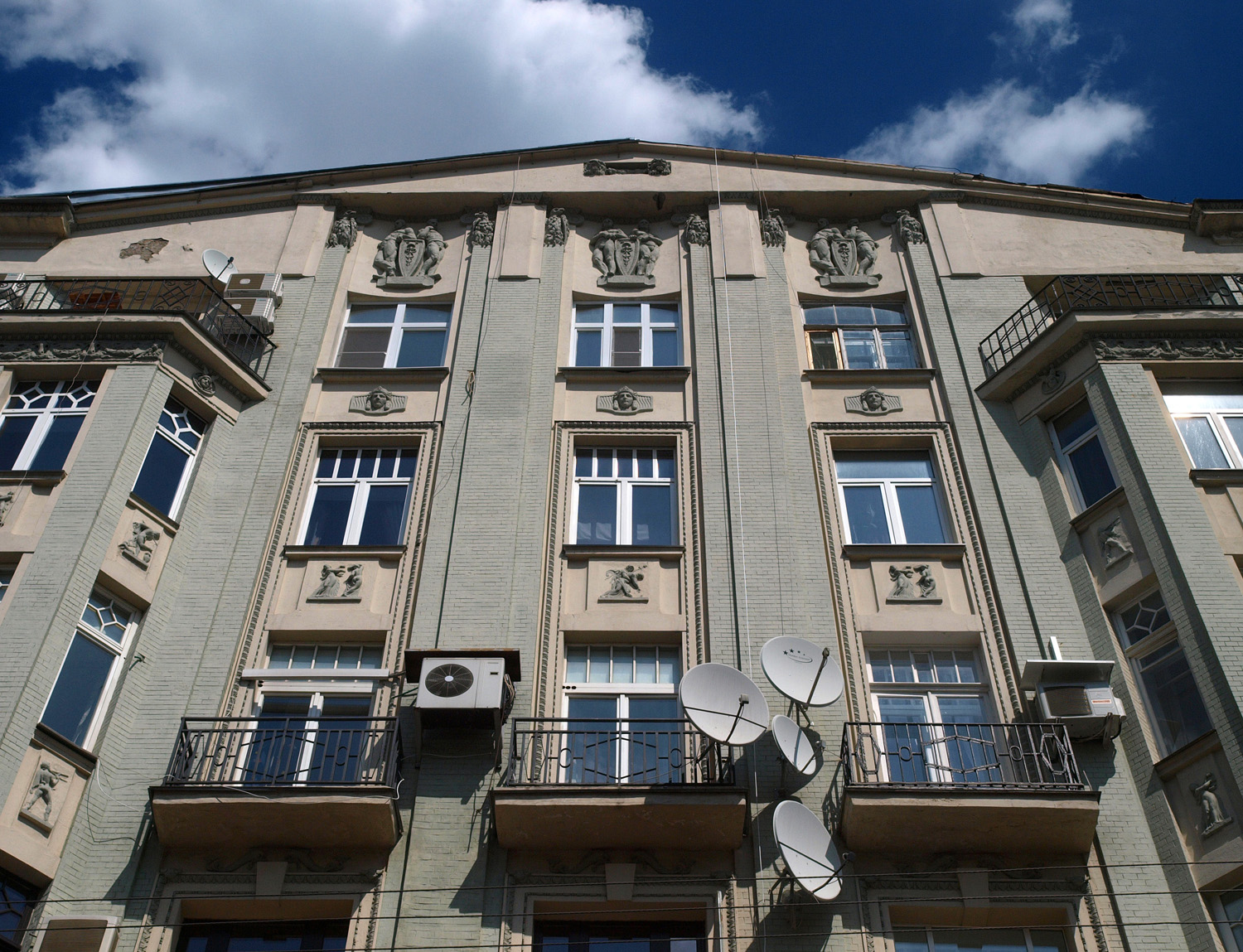
Доходный дом братьев Грибовых (1911, улица Чаплыгина, 1а)

### В Ивановской области
- Народный дом при фабрике А. Я. Балина (1910, город Южа, улица Советская, 9)
- Высшее начальное училище при фабрике А. Я. Балина (1913, город Южа, улица Советская, 20)[6].

### В Нижнем Новгороде
- Школа и богадельня для слепых (1914—1916, ул. Ильинская, 18, 18б)

### Сноски
1. ↑  Здесь и далее проекты и постройки даны в хронологическом порядке по М. В. Нащокиной, с необходимыми дополнениями и уточнениями.